# Schwedenfinnen

Inoffizielle Flagge der Schwedenfinnen

Mit Schwedenfinnen (schwedisch: sverigefinnar; finnisch: ruotsinsuomalaiset oder ruosut) bezeichnet man die finnische Bevölkerungsminderheit in Schweden, die in der Regel auf 300.000 bis 550.000 Personen geschätzt wird und von denen etwa 260.000 Finnisch sprechen. Die Schwedenfinnen sind in Schweden offiziell als nationale Minderheit anerkannt. Das Finnisch der Schwedenfinnen wird „Schwedenfinnisch“ (finnisch: ruotsinsuomi, schwedisch: sverigefinska) genannt.
Die Schwedenfinnen zählen zu den ältesten Migrantengruppen in Schweden. Dazu werden auch die ab dem 16. Jahrhundert eingewanderten Finnen wie zum Beispiel die Waldfinnen (schwedisch: skogsfinnar) gerechnet. Nachdem sich dieser Teil der Schwedenfinnen zwischenzeitlich mit der Mehrheitsgesellschaft assimiliert hat, kamen vor allem in der zweiten Hälfte des 20. Jahrhunderts neue finnischsprachige Gruppen nach Schweden.

## Begriffsklärung
So wie das schwedische Wort finländare („Finnländer“) in Finnland die Finnen (finnar) und Finnlandschweden (finlandssvenskar) zusammenfasst, verwendet man in Schweden sverigefinländare („Schwedenfinnländer“) für alle aus Finnland nach Schweden Eingewanderten und unterscheidet unter diesen sverigefinnar („Schwedenfinnen“) und sverigefinlandssvenskar.
Schwedenfinnen werden manchmal mit den Finnlandschweden, der schwedischsprachigen Bevölkerung in Finnland, verwechselt.

## Anzahl der Schwedenfinnen
Die Gesamtanzahl der Finnen bzw. der Finnischsprachigen ist in Schweden schwer zu ermitteln, da der Staat weder die Muttersprache noch die Ethnizität registriert. Das schwedische Unternehmen Radioundersökningar AB (kurz RUAB) befragte im Oktober und November 2005 repräsentativ 30.000 Schweden; dabei zeigte sich, dass etwa sechs Prozent der Befragten Finnischkenntnisse (inkl. Meänkieli) hatten. Das entspräche etwa 470.000 Personen der schwedischen Gesamtbevölkerung.
Nach einer Untersuchung, die von Statistics Sweden im April 2009 veröffentlicht wurde, haben annähernd 675.000 Personen einen finnischen Hintergrund in dritter Generation, das heißt zumindest einen Großelternteil mütterlicher- oder väterlicherseits, der in Finnland geboren ist.
Nach einer Schätzung von Eric De Geer vom finnischen Sprach- und Kulturzentrum der Mälardalener Hochschule von 2004 beträgt die Anzahl der Finnisch sprechenden Finnländer in Schweden ca. 260.000 Personen, dies entspricht 2,9 % der Bevölkerung. De Geer geht davon aus, dass 85 % der in Finnland Geborenen Finnisch sprechen sowie dass 75 % der Kinder mit zwei finnischen Elternteilen und 40 % mit einem finnischen Elternteil Finnisch sprechen.
Von den Grundschülern haben 8488 (1,0 %) einen Anspruch, Muttersprachenunterricht auf Finnisch zu erhalten. Das bedeutet, Finnisch ist die sechstgrößte Minderheitensprache unter Kindern im Grundschulalter in Schweden.

## Geschichte der Finnen in Schweden

### Mittelalter und Neuzeit bis 1809

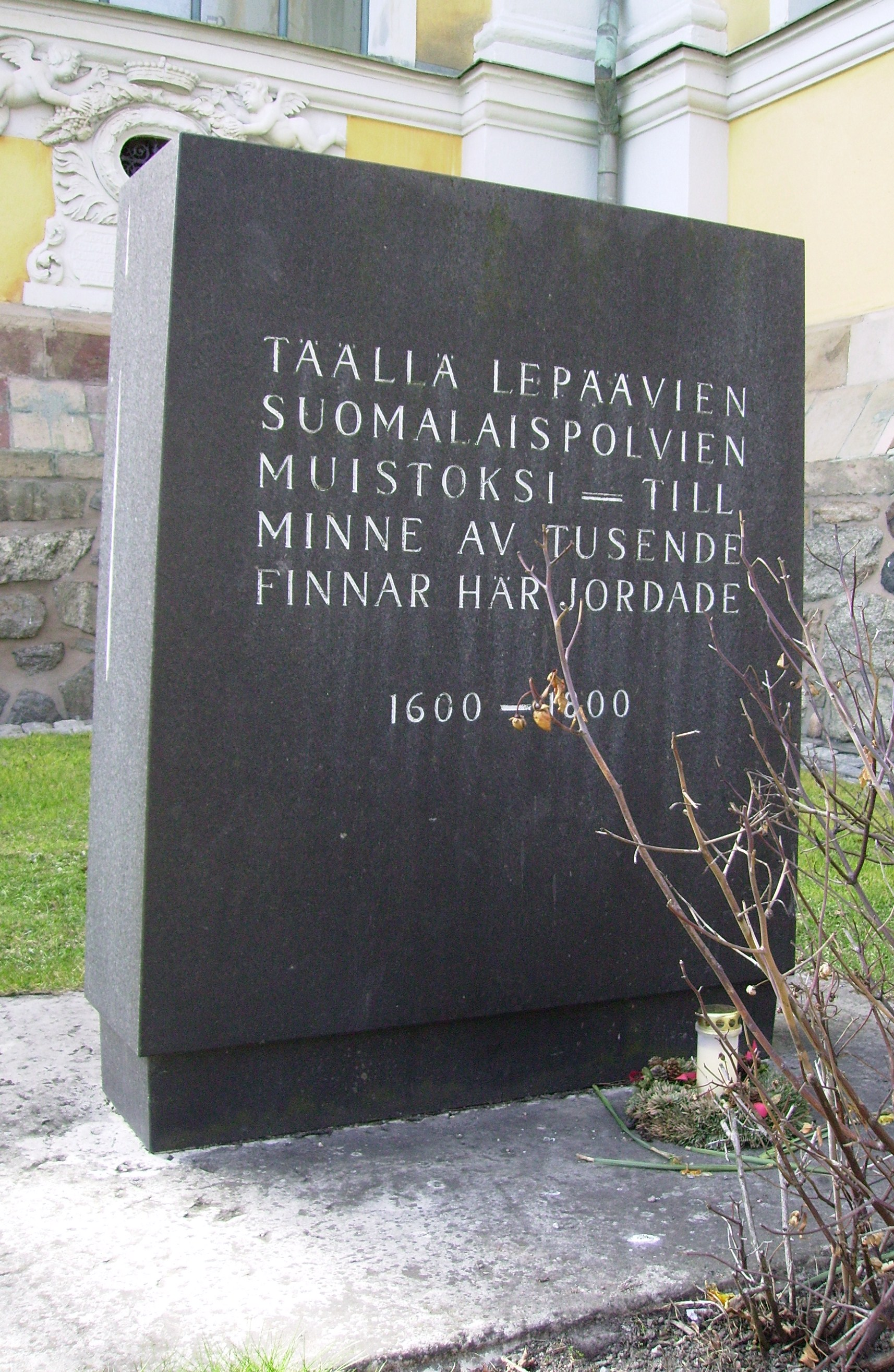
Gedenkstein für Tausende Finnen, die auf dem Katarina kyrkogård in Stockholm von 1600 bis 1800 begraben sind

Vom Anfang des 13. Jahrhunderts bis 1809 bildeten Schweden und Finnen einen gemeinsamen Staat, in dem sich etwa 650 Jahre lang die Bewohner Finnlands und Schwedens relativ frei bewegen konnten. Ab Mitte des 16. Jahrhunderts verdingten sich Finnen vor allem im schwedischen Bergbau und im Hüttenwesen, und zwischen dem 16. und 17. Jahrhundert wanderten die sogenannten Waldfinnen in bewaldete Gebiete im Westen und Norden des Landes ein und schufen durch Brandrodung neue landwirtschaftliche Nutzflächen. So starben erst vor wenigen Jahrzehnten im westlich gelegenen Värmland die letzten Einwohner aus, die noch das alte Finnisch sprachen. Noch heute erinnern in vielen Teilen Schwedens alte finnische Ortsnamen an die Zeit der finnischen Besiedlung, und bei vielen Bewohnern im schwedischen Teil der Finnmark lässt sich die finnische Abstammung genetisch nachweisen.
Für Teile des Landes galten im Mittelalter und in der Neuzeit strenge Handelsbeschränkungen. Im Gegenzug entwickelte sich Stockholm zum wichtigsten Exporthafen im gemeinsamen Reich, so dass selbst finnische Waren überwiegend über die Landeshauptstadt gehandelt wurden. Viele Finnen zogen nach Stockholm, weil sie in der Hauptstadt einerseits Waren ein- und ausführen konnten und andererseits den unterschiedlichsten Berufen nachgehen konnten. Bis 1809 bestand ein beträchtlicher Teil der schwedischen Armee aus finnischen Rekruten, was zur Verbreitung des Finnischen in Schweden beitrug.
Bereits 1533 wurde in Stockholm eine finnische Kirchengemeinde gegründet. Selbst am schwedischen Königshof wurde Finnisch gesprochen, da das Dienstpersonal größtenteils aus gebürtigen Finnen bestand. König Gustav I. Wasa bestand sogar darauf, dass seine Söhne Finnisch lernen sollten, und stellte dafür einen finnischen Geistlichen als Hauslehrer ein. Im 16. Jahrhundert ordnete sein Sohn, Herzog Carl, an, dass zahlreiche ostfinnische Bauern in die Waldgebiete von Dalarna und Värmland umsiedeln sollten.

### Nach der Abtretung Finnlands an Russland 1809 bis zum Zweiten Weltkrieg
Nach mehreren Kriegen musste Schweden im Jahr 1809 Finnland an das zaristische Russland abtreten. Trotzdem blieben Kontakte zwischen Schweden und Finnen vor allem in akademischen Kreisen erhalten. Trotz eigener Universitäten in Finnland stellte für viele finnische Studenten und Wissenschaftler Stockholm und dessen Universität nach wie vor ein wichtiges Bindeglied zwischen den beiden Völkern dar. Auch weil die Küste Finnlands seit Beginn der gemeinsamen Geschichte schwedischsprachig war, brachen die Beziehungen zwischen Schweden und Finnen in der russischen Zeit Finnlands nicht ab. Als gegen Ende des 19. Jahrhunderts der politische Druck Russlands auf Finnland zunahm, floh ein großer Teil der Unterdrückten und Verfolgten nach Schweden. Auch während des finnischen Bürgerkriegs von 1917 bis 1918 und während des Zweiten Weltkriegs suchten viele Finnen Zuflucht in Schweden. So wurden im Winterkrieg (1939–1940) und im Fortsetzungskrieg (1941–1944) ungefähr 72.000 Kinder aus Finnland nach Schweden geschickt. Von den sogenannten „finnländischen Kriegskindern“ (Finländska krigsbarn) blieben viele in Schweden oder kehrten in den Nachkriegsjahren dorthin zurück.

### Nach dem Zweiten Weltkrieg
Noch in den 1950er Jahren machten Finnlandschweden die Hälfte unter den finnischen Staatsbürgern, die nach Schweden emigrierten, aus, bis sich ihr Anteil ab den 1960er Jahren bis in die Neunzigerjahre auf ein Viertel einpendelte und die Finnen schließlich die Mehrheit der Auswanderer bildeten.
Der Zustrom von finnischen Emigranten nach Schweden blieb bis Anfang der 1970er Jahre konstant. Danach zogen Hunderttausende Finnen, zum Teil angeworben von großen Unternehmen, ins wohlhabendere Nachbarland, um der schweren Wirtschaftskrise in ihrer Heimat zu entfliehen. Diese neue Welle von finnischen Arbeitsimmigranten zog finnischsprachige Dienstleistungen nach sich, und die Infrastruktur in finnischer Sprache wurde ausgebaut. Schon in den 1950er Jahren entstanden neue finnische Vereinigungen, bis schließlich im Herbst 1957 der „Nationale Verband der Finnen in Schweden“ (englisch: National Association of Finns in Sweden, kurz NAFS; schwedisch: Sverigefinska riksförbundet, kurz SFRF; finnisch: Ruotsinsuomalainen Keskusliitto, kurz RSKL) gegründet wurde, um die schwedenfinnischen Aktivitäten landesweit zu koordinieren. Der Verband zählt heute 15.000 Mitglieder in 130 lokalen Vereinen in 100 Kommunen.
Seit dem Jahr 2007 repräsentiert sich die Minderheit nach außen durch die inoffizielle Flagge der Schwedenfinnen.

## Nationaler Minderheitenstatus
Die Schwedenfinnen erhielten ihren Minderheitenstatus am 1. April 2000. Dieser Status gibt jedem Einzelnen das Recht, Finnisch bei Behörden und Gerichten anzuwenden, und zwar in den Regionen, wo die Sprache nach wie vor aus Tradition im ausreichenden Maße angewandt wird. Die Behörde muss darauf auf Finnisch antworten. Der Betrieb in Vorschulen und in der Altenpflege soll ebenso auf Finnisch gewährleistet sein.
Das finnische Verwaltungsgebiet (Finskt förvaltningsområde) in Schweden umfasste ursprünglich fünf Kommunen in der Provinz Norrbotten: Gällivare, Haparanda, Kiruna, Pajala und Övertorneå.
Am 1. Januar 2010 wurde das Gebiet auf folgende 18 Kommunen im südlichen Schweden erweitert: Botkyrka, Eskilstuna, Hallstahammar, Haninge, Huddinge, Håbo, Köping, Sigtuna, Solna, Stockholm, Södertälje, Tierp, Upplands Väsby, Upplands-Bro, Uppsala, Älvkarleby, Österåker und Östhammar. Am 1. Mai 2010 kamen weitere drei Kommunen dazu: Borås, Surahammar und Västerås.
Damit befinden sich insgesamt 26 Gemeinden im finnischen Verwaltungsgebiet.

## Finnentum und dessen historische Gruppen in Schweden
Das Finnentum in Schweden existiert seit langem und in vielen Formen. Während die meisten Schwedenfinnen erst in neuerer Zeit eingewandert sind, haben sich die Tornedaler bereits vor Urzeiten im nördlichen Schweden angesiedelt. Trotzdem beinhaltet der Minderheitenstatus, dass die Schwedenfinnen nicht unbedingt als Einwanderer, sondern als Teil der historisch ansässigen Bevölkerung betrachtet werden.
Die Finnen in Schweden kann man in fünf verschiedene historische Gruppen unterteilen:
1. Die Tornedalfinnen in Schweden sind keine Migrantengruppe und keine Schwedenfinnen, die aus Finnland eingewandert sind, sondern eine ursprünglich finnischsprachige Volksgruppe schwedischer Staatsbürger. Ihre Variante des Finnischen nennt sich Meänkieli oder Tornedalfinnisch. Da viele von ihnen schwedisch- oder zweisprachig sind, bezeichnen sie sich auch als Tornedaler (Tornedalingar).
2. Finnen, die vor 1809 nach Schweden auswanderten, sind im engeren Sinne keine Einwanderer im eigentlichen Sinne, da zu der Zeit Schweden und Finnland ein Reich bildete. Die finnische Sprache wurde von ihnen nach einigen Generationen aufgegeben. Als Ursache des Sprachwechsels gelten Strukturveränderungen auf dem Land und Urbanisierung sowie sprachliche Marginalisierung aufgrund der schwedischen Sprachenpolitik. Nur noch einzelne Personen sprachen bis ins späte 20. Jahrhundert das sogenannte fäderneärvd finska (deutsch etwa „vorväter-vererbtes Finnisch“). Auch unter den Nachkommen der Waldfinnen sprechen heutzutage die wenigsten Finnisch. Dennoch werden sie als ein Teil der finnischen Kultur in Schweden angesehen. Im Gebiet Mälardalen gab es ebenso eine finnischsprachige Bevölkerung, die sich aber rascher assimilierte.
3. Erst die Finnen, die nach 1809 in Schweden einwanderten, können tatsächlich als Einwanderer bezeichnet werden. Sie machen heute die Mehrheit unter den Finnischsprachigen in Schweden aus. Die meisten von ihnen sind nach 1954 eingewandert, als in den nordischen Ländern die Passkontrollen aufgehoben wurden und die freie Arbeitsplatzwahl für Staatsbürger dieser Länder eingeführt wurde.
4. Die finnischen Kriegskinder, die während des Zweiten Weltkriegs evakuiert wurden, sowie deren Nachkommen.
5. Eine fünfte, kleinere Gruppe machen Sprecher des Finnischen aus, die aus der historischen Provinz Ingermanland und dem russischen Teil Kareliens nach Schweden eingewandert sind. Auch wenn sie nicht in Finnland lebten, im engeren Sinne keine Schwedenfinnländer sind, können sie als Schwedenfinnen bezeichnet werden. Ihre Urahnen vor 1721 können auch schwedische Staatsangehörige gewesen sein.[3]

## Verbreitung der Schwedenfinnen

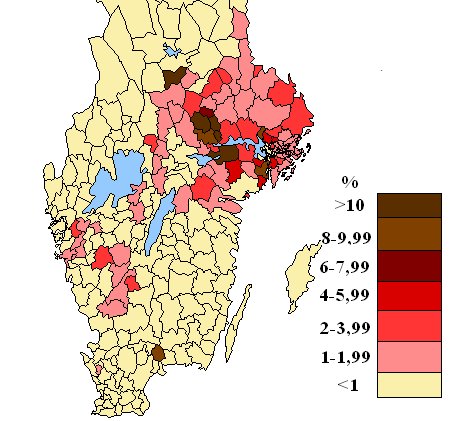
Prozentualer Anteil der Sprecher der Finnischen Sprache im südlichen Schweden im Jahr 2005

Die Schwedenfinnen sind im Allgemeinen in ganz Schweden verbreitet. Allerdings hat sich die Mehrheit von ihnen im Industriegürtel von Stockholm über Mälardalen bis Göteborg niedergelassen. Ebenso leben viele Schwedenfinnen in kleineren industriell geprägten Ortschaften in Dalarna, Västmanland und Norrbotten.

### Regionen mit Personen mit Finnischkenntnissen
Der durchschnittliche Bevölkerungsanteil mit Finnischkenntnissen (inkl. Meänkieli) beträgt in Schweden etwa sechs Prozent. Folgende Regionen liegen über dem Durchschnitt:
| Region                                            | Angehörige der Minderheit | Angehörige der Minderheit |
| Region                                            | Total                     | in Prozent                |
| ------------------------------------------------- | ------------------------- | ------------------------- |
| Norrbottens län                                   | 60.000                    | 27,7 %                    |
| Sjuhärad (ein Landesteil im Västra Götalands län) | 12.000                    | 7,0 %                     |
| Södermanland                                      | 16.000                    | 7,0 %                     |
| Västmanlands län                                  | 14.000                    | 6,5 %                     |
| Stockholms län                                    | 102.000                   | 6,4 %                     |
| Västerbottens län                                 | 13.000                    | 5,7 %                     |
| Dalarnas län                                      | 13.000                    | 5,6 %                     |
| Uppsala län                                       | 14.000                    | 5,6 %                     |
| Gävleborgs län                                    | 13.000                    | 5,3 %                     |

### Schwedenfinnländer in den Kommunen
Folgende Städte zählen die meisten Schwedenfinnländer:
| Nr. | Stadt      | Angehörige der Minderheit |
| --- | ---------- | ------------------------- |
| 1.  | Stockholm  | 46.927                    |
| 2.  | Göteborg   | 20.372                    |
| 3.  | Eskilstuna | 12.072                    |
| 4.  | Västerås   | 11.592                    |
| 5.  | Södertälje | 10.722                    |
| 6.  | Borås      | 9.210                     |
| 7.  | Uppsala    | 8.838                     |
| 8.  | Botkyrka   | 8.408                     |
| 9.  | Huddinge   | 7.729                     |
| 10. | Haninge    | 7.015                     |

## Finnischsprachige Medien
Finnischsprachige Zeitungen sind das Haparandabladet, welches sowohl auf Finnisch als auch auf Schwedisch veröffentlicht, und die Wochenzeitschrift Ruotsin Suomalainen, die in Stockholm publiziert wird. Daneben gab es die Zeitung Ruotsin Sanomat, die 2005 in Konkurs ging. Eine Internet-Zeitung ist Ruotsi.se. In Eskilstuna wird die zehnmal jährlich erscheinende Zeitung Yks’Kaks herausgegeben. Eine schwedenfinnische Kulturzeitschrift ist Liekki. Darüber hinaus veröffentlicht eine große Anzahl schwedischer Tageszeitungen in Gebieten mit einem hohen finnischsprachigem Bevölkerungsanteil  Nachrichten auch auf Finnisch.
Im öffentlich-rechtlichen schwedischen Fernsehen von SVT wird werktags ein finnischsprachiges Nachrichtenmagazin mit dem Namen Uutiset ausgestrahlt. SVT verbreitet auch das finnische Kinderprogramm Karamelli.
Die öffentlich-rechtliche Hörfunkanstalt Sveriges Radio sendet mit dem Kanal Sisusradio sowohl landesweite als auch regionale Programme für die finnischsprachige Minderheit.